# فرنسيس برستون
فرنسيس برستون (بالإنجليزية: Francis Preston)‏ هو محامي وسياسي أمريكي، ولد في 2 أغسطس 1765 في الولايات المتحدة، وتوفي في 26 مايو 1836 في نفس البلد. حزبياً، نشط في Anti-Administration party ‏. وقد انتخب عضو مجلس نواب الولايات المتحدة عن ولاية فرجينيا وانتخب عضو مجلس ولاية فرجينيا وانتخب عضو مجلس النواب الأمريكي.